# Podosphaera euphorbiae-hirtae
Podosphaera euphorbiae-hirtae är en svampart som först beskrevs av U. Braun & Somani, och fick sitt nu gällande namn av U. Braun & S. Takam. 2000. Podosphaera euphorbiae-hirtae ingår i släktet Podosphaera och familjen Erysiphaceae.   Inga underarter finns listade i Catalogue of Life.